# Златоклювый лесной удод
Златоклювый лесной удод (лат. Rhinopomastus minor) — вид птиц из семейства древесных удодов (Phoeniculidae). Выделяют два подвида.

## Описание

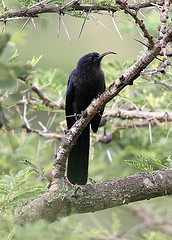
Молодая особь, Танзания

Златоклювый лесной удод — самый мелкий представитель семейства; длина тела 21—24 см, масса 28–30 г. Оперение преимущественно тёмное, перья на верхней стороне тела с некоторой фиолетово-синей переливчатостью. У взрослых особей номинативного подвида верхние части полностью фиолетово-синие, первостепенные маховые перья с широкой белой полосой; на хвосте нет белых пятен; клюв изогнут вниз, ярко-оранжевый; глаза тёмно-коричневые; цевка и пальцы ног чёрные. Самка похожа на самца, но немного меньше и тусклее, а нижняя часть тела у нее в гораздо большей степени коричневая.

## Подвиды и распространение
Выделяют два подвида:
- Rhinopomastus minor minor (Rüppel, 1845) — номинативный подвид; Эфиопия (кроме юга), Сомали и северо-восток Кении
- Rhinopomastus minor cabanisi (de Filippi, 1853) — юго-восток Южного Судана, юг Эфиопии, Кения, юг и центр Танзании

## Биология
Питаются в основном насекомыми и их личинками, а иногда семенами и ягодами. В кладке 2-3 яйца.